# 長樂里 (堡里)
長樂里，是台灣南部自清治時期至日治初期的一個行政區劃，其範圍即今屏東縣的滿州鄉中部。
長樂里北邊為泰慶里，東邊瀕臨太平洋，南邊為安定里，西邊為永靖里、治平里。

## 管轄街庄
長樂里共轄1個庄：
- 今滿州鄉境內：響林庄